# Židovský hřbitov (Odolena Voda)

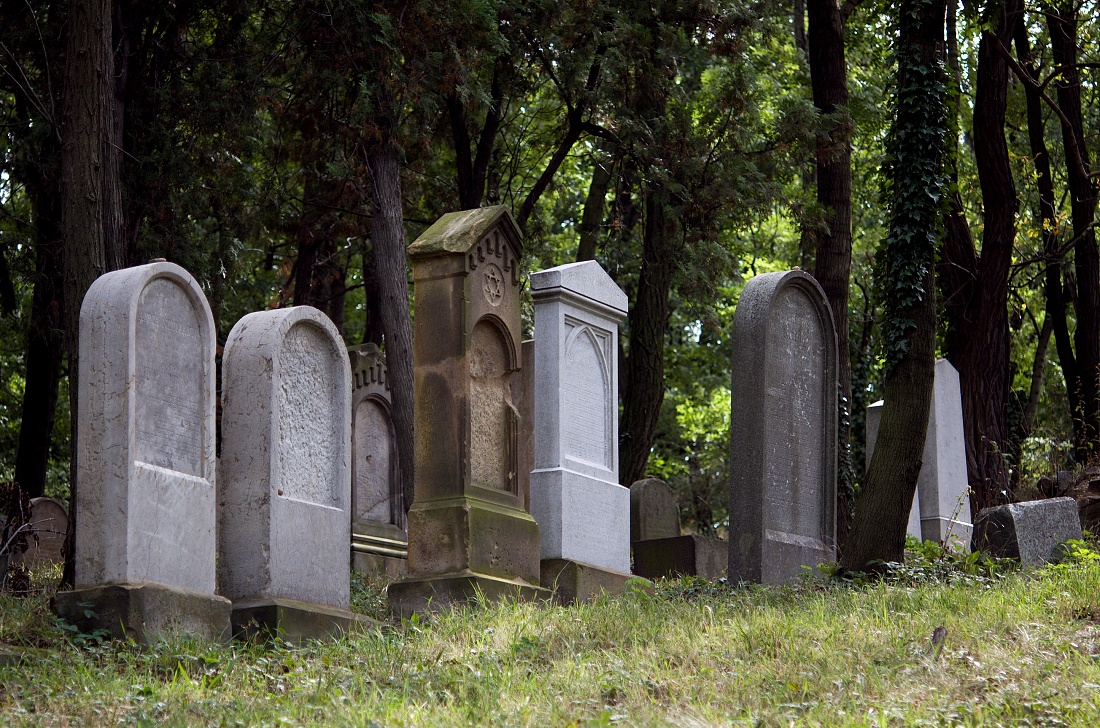
Náhrobky ve starší části hřbitova

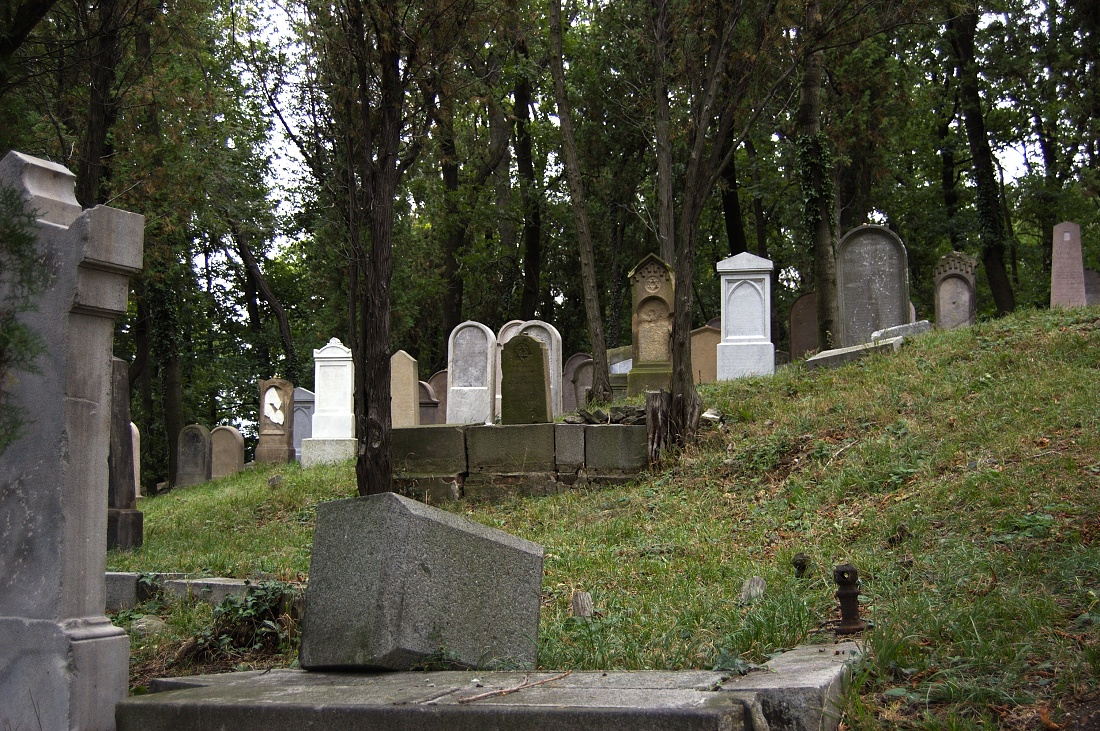
Starší část hřbitova s náhrobky z 19. století

Židovský hřbitov v Odoleně Vodě se nachází asi 1 km jihovýchodně od obce Postřižín na okraji zalesněného vršku v katastru obce Odolena Voda. Poblíž jeho severní strany vede dálnice D8. Přístupová cesta vede ze silnice mezi továrnou Aero Odolena Voda a Postřižínem, je však pro bujnou vegetaci hůře přístupná. Je chráněn jako kulturní památka České republiky.

## Historie a popis
Hřbitov byl založen nejpozději na počátku 19. století (údajně roku 1812) a roku 1896 byl rozšířen. Na ploše 1701 m2 se zachovalo kolem 200 náhrobků, nejstarší z roku 1831, nejmladší 1935. Cca uprostřed (na konci kaštanové aleje, která vede od vstupní brány) se patrně nacházela vozovna nebo márnice, ze které jsou dnes patrné jen zbytky obvodového zdiva. Kolem roku 1997 byla rekonstruována většina obvodní zdi a do vstupu osazena nová kovaná brána. Spolu s ní se dočkala rekonstrukce i studna v severozápadním rohu areálu. Postupně následovalo vztyčení velké části původně několik desítek let povalených náhrobků převážně z 19. století. V novější části hřbitova většina náhrobků chybí.